# Giovanni Mazzoni (calciatore 1903)
Giovanni Mazzoni (24 giugno 1903 – ...) è stato un calciatore italiano, di ruolo attaccante.

## Carriera
Gioca per diverse stagioni con il Prato, conquistando la promozione in massima serie al termine del campionato 1927-1928 e disputando 8 gare nel campionato di Divisione Nazionale 1928-1929 e 22 gare nel campionato di Serie B 1929-1930.
Successivamente milita nel Bologna.

## Palmarès

### Club

#### Competizioni regionali
- Campionato italiano di terza divisione: 1

Prato: 1924-1925

#### Competizioni internazionali
- Coppa dell'Europa Centrale: 1

Bologna: 1932